# NIIGATA光のページェント
NIIGATA光のページェント（にいがたひかりのページェント）とは、新潟県新潟市中央区で、毎年年末年始に行われるイルミネーションイベントのことである。新潟における冬の風物詩として定着している。

## 概要
新潟駅南口ロータリーおよび隣接する新潟市道駅南線（けやき通り）の街路樹を約26万個の豆電球により電飾する。特にけやき通りでは、幻想的な「光のトンネル」が東西1kmに渡って形成される。NIIGATA光のページェント実行委員会の主催、新潟市南商工振興会の共催で、運営は全てボランティアによって行われている。

また、点灯式には、新潟市立笹口小学校6年生の総合学習のため、笹口小のブースが設けられている。
ハッピーマンデー制度施行後の点灯期間は、1月の成人の日までの年末年始1ヶ月間となっている。2010年度（平成22年度）を例にとると、点灯期間は12月10日（金）〜1月10日（月・祝）であり、例年初日は金曜日、最終日は成人の日（祝日）のため月曜日となる。
点灯時間は、夕方から新潟駅着の上越新幹線最終列車が到着してしばらく後まで。2008年度（平成20年度）の例では17:00-24:20、2010年度（平成22年度）のそれは17:00-24:10。

## 歴史
- 1987年（昭和62年）、ボランティアが3万個の豆電球を、けやき通りのケヤキ17本に飾り付けたことから始まった。その後、年を追うごとに電球数は多くなっていった。
- 2002年（平成14年）、けやき通り150本、および、新潟駅南口58本の計208本のケヤキに、合計26万個[2]の豆電球が飾り付けられた。この年以降、この規模で維持されている。
- 2007年（平成19年）より、電飾の消費電力約2万kWhのうち5千kWhをグリーン電力証書を利用して再生可能エネルギーでまかなっている[4][3]。
- 2008年（平成20年）より、省エネルギーに配慮してLED電飾への切り替えを順次行う予定[3]。

1991年（平成3年）から、新潟市が150万円の補助金を交付し始めた。その後数度増額され、近年は500万円（補助率40%強）になっている。

## 付随するイベント
- 点灯セレモニー
  - 点灯式、ミニコンサート、出店、等
  - 点灯セレモニー会場周辺のけやき通りの一部区間は、車両通行規制がなされる[3]。

## ギャラリー

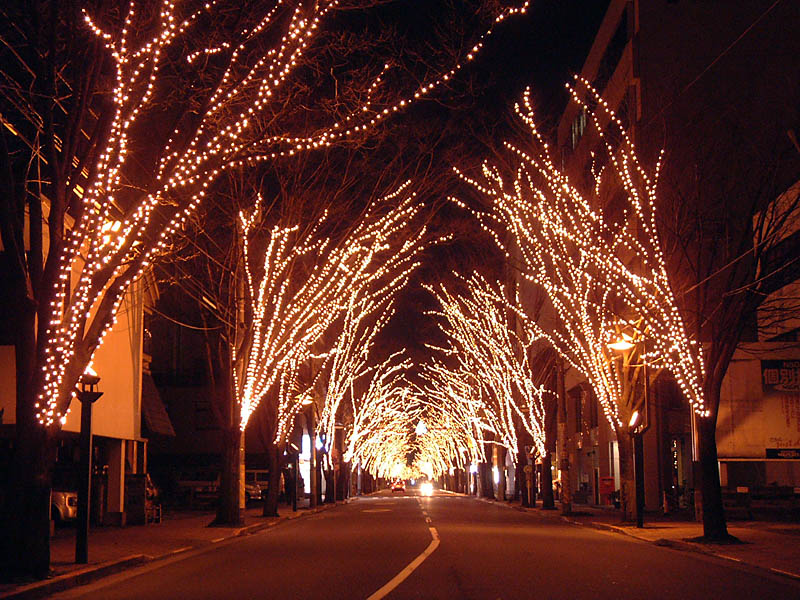
2004年1月
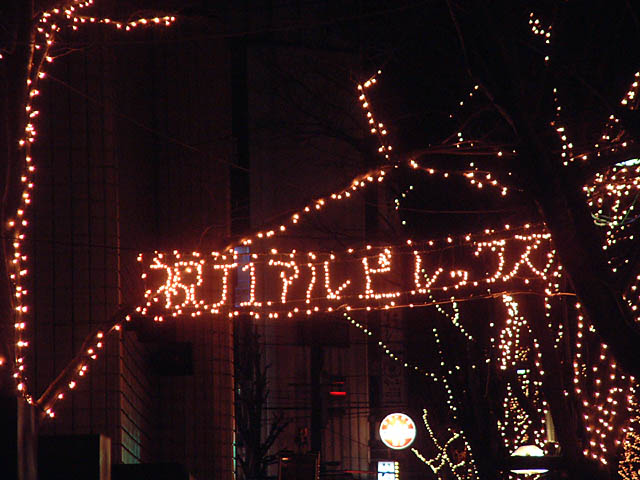
2004年1月 アルビレックス新潟のJ1昇格を祝福
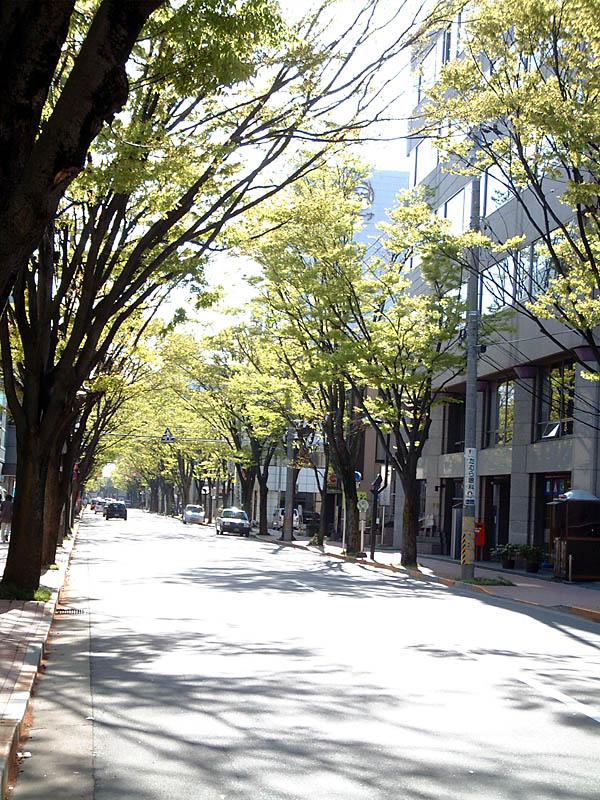
平時のけやき通り

## 「SENDAI光のページェント」との関係
1986年（昭和61年）から「SENDAI光のページェント」は始まっており、「NIIGATA光のページェント」はその次の年から始まっている。名称およびロゴタイプにおけるローマ字・漢字・かなの使い分けが同じであり、「けやき並木に電飾する」という点でも両イベントは共通する。ただし、けやきの電飾方法やイベントの規模に大きな違いがある。
なお、SENDAI光のページェント実行委員会をサポートしている仙台市の興行会社のGIPが、「NIIGATA光のページェント」が始まる前から「光のページェント」の商標の登録・管理を順次開始している。このため、「NIIGATA光のページェント」の関連グッズを作成・販売する場合は、「SENDAI光のページェント」の知的財産権を尊重しなくてはならない。